# Jugando con fuego (programa de televisión)
Jugando con fuego (en su idioma original: Too Hot to Handle) es un programa de televisión de citas británico-estadounidense estrenado el 17 de abril de 2020 en Netflix y producido por Fremantle, Talkback y Thames. Creado por Laura Gibson y Charlie Bennett. Es narrado y presentado por un asistente virtual llamado "Lana", el programa gira en torno a un grupo de adultos, los cuales se involucran principalmente en relaciones cortas e insignificantes, que viven unas vacaciones llenas de fiesta y romance, conviven juntos en una casa durante cuatro semanas y deben pasar por varios talleres, todo mientras está prohibido cualquier actividad sexual o autogratificación. Los concursantes tiene la opción de ganar $100.000, los cuales se reducen cada vez que se rompe una regla. 
En enero de 2021, el programa se renovó para una segunda y tercera temporada, las cuales fueron filmadas simultáneamente en medio de la pandemia de COVID-19 en las Islas Turcas y Caicos. La primera mitad de la segunda temporada se estrenó el 23 de junio de 2021, seguida de la segunda mitad el 30 de junio de 2021. La tercera temporada fue estrenada el 19 de enero de 2022, la cuarta el 7 de diciembre de 2022, la quinta el 14 de julio de 2023 y la sexta el 19 de julio de 2024.
El formato cuenta ya con cinco versiones internacionales: la latinoamericana, presentada por la actriz Itatí Cantoral, la brasileña, con la voces de Bruna Louise, una alemana e italiana. En junio de 2024 se anunció una futura versión española conducida por Alba Carrillo.

## Temporadas
| Año  | Temporadas  | Ubicación             | N.º de Episodios |
| ---- | ----------- | --------------------- | ---------------- |
| 2020 | Temporada 1 | Punta Mita, México    | 9                |
| 2021 | Temporada 2 | Islas Turcas y Caicos | 10               |
| 2022 | Temporada 3 | Islas Turcas y Caicos | 10               |
| 2022 | Temporada 4 | Islas Turcas y Caicos | 10               |
| 2023 | Temporada 5 | Islas Turcas y Caicos | 10               |
| 2024 | Temporada 6 | Islas Turcas y Caicos | 10               |

### Temporada 1 (2020)
La primera temporada se lanzó en Netflix el 17 de abril de 2020 y  contó con ocho episodios y un especial de reunión el 8 de mayo.
La primera temporada terminó con los concursantes Chloe Veitch, David Birtwistle, Francesca Farago, Harry Jowsey, Kelz Dyke, Lydia Clyma, Nicole O'Brien, Rhonda Paul, Bryce Hirschberg y Sharron Townsend, todos considerados ganadores y dividiendo el premio restante de $75,000.

#### Participantes
El elenco fue revelado en Entertainment Tonight el 10 de abril de 2020.
| Nombre              | Edad | Residencia      | Ingreso    | Resultado         |
| ------------------- | ---- | --------------- | ---------- | ----------------- |
| Bryce Hirschberg    | 29   | Venice          | Episodio 3 | Ganador           |
| Chloe Veitch        | 21   | Essex           | Episodio 1 | Ganadora          |
| David Birtwistle    | 28   | Londres         | Episodio 1 | Ganador           |
| Francesca Farago    | 27   | Vancouver       | Episodio 1 | Ganadora          |
| Harry Jowsey        | 22   | Costa Dorada    | Episodio 1 | Ganador           |
| Kelechi "Kelz" Dyke | 27   | Londres         | Episodio 1 | Ganador           |
| Lydia Clyma         | 22   | Portsmouth      | Episodio 6 | Ganadora          |
| Nicole O'Brien      | 23   | Condado de Cork | Episodio 1 | Ganadora          |
| Rhonda Paul         | 27   | Atlanta         | Episodio 1 | Ganadora          |
| Sharron Townsend    | 25   | Camden          | Episodio 1 | Ganador           |
| Kori Sampson        | 23   | Plymouth        | Episodio 6 | Eliminado (EP: 8) |
| Madison Wyborny     | 20   | Los Ángeles     | Episodio 6 | Eliminada (EP: 8) |
| Matthew Smith       | 29   | Highlands Ranch | Episodio 1 | Abandona (EP: 6)  |
| Haley Cureton       | 20   | Jacksonville    | Episodio 1 | Eliminado (EP: 6) |

### Temporada 2 (2021)
La segunda temporada se estrenó el 23 de junio de 2021 y concluyó el 30 de junio de 2021. 

#### Participantes
El elenco fue revelado el 15 de junio de 2021.
| Nombre            | Edad | Residencia      | Ingreso    | Resultado         |
| ----------------- | ---- | --------------- | ---------- | ----------------- |
| Marvin Anthony    | 26   | París           | Episodio 1 | Ganador           |
| Cam Holmes        | 24   | Newport         | Episodio 1 | Segundo Lugar     |
| Carly Lawrence    | 24   | Toronto         | Episodio 1 | Tercer lugar      |
| Chase de Moor     | 24   | Seattle         | Episodio 1 | Finalista         |
| Elle Monae        | 25   | Washington      | Episodio 6 | Finalista         |
| Emily Miller      | 27   | Londres         | Episodio 1 | Finalista         |
| Joey Joy          | 23   | Miami           | Episodio 6 | Finalista         |
| Melinda Melrose   | 28   | Nueva York      | Episodio 1 | Finalista         |
| Nathan Webb       | 27   | Dallas          | Episodio 1 | Finalista         |
| Tabitha Cliftt    | 22   | Londres         | Episodio 6 | Finalista         |
| Larissa Trownson  | 28   | Auckland        | Episodio 1 | Abandona (EP: 8)  |
| Christina Carmela | 30   | Ciudad del cabo | Episodio 4 | Eliminada (EP: 8) |
| Robert Van Tromp  | 29   | Londres         | Episodio 4 | Eliminado (EP: 8) |
| Kayla Carter      | 24   | Jacksonville    | Episodio 1 | Eliminada (EP: 5) |
| Peter Vigilante   | 21   | Nueva York      | Episodio 1 | Eliminado (EP: 5) |

### Temporada 3 (2022)
La tercera temporada se estrenó el 19 de enero de 2022. Netflix ordenó la temporada en enero de 2021 y se filmó en medio de la pandemia de COVID-19 en las Islas Turcas y Caicos, justo después de que terminó la segunda temporada.

#### Participantes
| Nombre                  | Edad | Residencia      | Ingreso    | Resultado         |
| ----------------------- | ---- | --------------- | ---------- | ----------------- |
| Beaux Raymond           | 24   | Kent            | Episodio 1 | Ganador           |
| Harry Johnson           | 29   | Middlesbrough   | Episodio 1 | Ganador           |
| Nathan Soan Mingomezulu | 24   | Ciudad del Cabo | Episodio 1 | Segundo Lugar     |
| Nathan Soan Mingomezulu | 24   | Ciudad del Cabo | Episodio 1 | Eliminado (EP: 8) |
| Georgia Hassarati       | 26   | Brisbane        | Episodio 1 | Tercer lugar      |
| Brianna Giscombe        | 28   | California      | Episodio 6 | Finalista         |
| Gerrie Labuschagné      | 26   | Johannesburgo   | Episodio 6 | Finalista         |
| Holly Scarfone          | 23   | Colorado        | Episodio 1 | Finalista         |
| Izzy Fairthorne         | 22   | Mánchester      | Episodio 1 | Finalista         |
| Jackson Mawhinney       | 29   | Londres         | Episodio 6 | Finalista         |
| Obi Nnadi               | 22   | Toronto         | Episodio 3 | Finalista         |
| Olga Bednarska          | 24   | Surrey          | Episodio 3 | Finalista         |
| Stevan Ditter           | 26   | Los Ángeles     | Episodio 1 | Finalista         |
| Patrick Mullen          | 29   | Hawai           | Episodio 1 | Abandona (EP: 8)  |
| Jaz Holloway            | 25   | Virginia        | Episodio 1 | Eliminada (EP: 5) |
| Robert "Truth" DuVaun   | 23   | Texas           | Episodio 1 | Eliminado (EP: 5) |

## Episodios
| Temporada | Temporada | Episodios | Transmisión origiinal  | Transmisión origiinal   |
| Temporada | Temporada | Episodios | Inicio                 | Final                   |
| --------- | --------- | --------- | ---------------------- | ----------------------- |
|           | T1        | 9         | 17 de abril de 2020    | 8 de mayo de 2020       |
|           | T2        | 10        | 23 de junio de 2021    | 30 de junio de 2021     |
|           | T3        | 10        | 19 de enero de 2022    | 19 de enero de 2022     |
|           | T4        | 10        | 7 de diciembre de 2022 | 14 de diciembre de 2022 |
|           | T5        | 10        | 14 de julio de 2023    | 28 de julio de 2023     |
|           | T6        | 10        | 19 de julio de 2024    | 2 de agosto de 2024     |

### Temporada 1 (2020)
| N.º (total) | N.º (temp.) | Título                                          | Estreno original    |
| ----------- | ----------- | ----------------------------------------------- | ------------------- |
| 1           | 1           | «Amor, sexo o dinero»                           | 17 de abril de 2020 |
| 2           | 2           | «Cuando Harry conoció a Francesca»              | 17 de abril de 2020 |
| 3           | 3           | «La venganza es un plato que se sirve caliente» | 17 de abril de 2020 |
| 4           | 4           | «Dos son compañía, tres... son un trío»         | 17 de abril de 2020 |
| 5           | 5           | «De niños a hombres»                            | 17 de abril de 2020 |
| 6           | 6           | «No es Bryce, soy yo»                           | 17 de abril de 2020 |
| 7           | 7           | «Amigas antes que chicos»                       | 17 de abril de 2020 |
| 8           | 8           | «Quebrar o reventar»                            | 17 de abril de 2020 |
| 9           | 9           | «Al rojo vivo: Reencuentro virtual»             | 8 de mayo de 2020   |

### Temporada 2 (2021)
| N.º (total) | N.º (temp.) | Título                             | Estreno original    |
| ----------- | ----------- | ---------------------------------- | ------------------- |
| 10          | 1           | «Un cono no será un problema»      | 23 de junio de 2021 |
| 11          | 2           | «Debes cuidarte de Pete»           | 23 de junio de 2021 |
| 12          | 3           | «On Est dans la Merde»             | 23 de junio de 2021 |
| 13          | 4           | «Como lidiar con la tentación»     | 23 de junio de 2021 |
| 14          | 5           | «Una oferta imposible de rechazar» | 30 de junio de 2021 |
| 15          | 6           | «Es momentode soltar»              | 30 de junio de 2021 |
| 16          | 7           | «Alianza masculina»                | 30 de junio de 2021 |
| 17          | 8           | «Al dinero se lo lleva el agua»    | 30 de junio de 2021 |
| 18          | 9           | «Luz verde y noches al rojo vivo»  | 30 de junio de 2021 |
| 19          | 10          | «Nadie pensó que acabaría así»     | 30 de junio de 2021 |

## Producción
Jugando con Fuego fue creado por Laura Gibson  y desarrollado por Charlie Bennett, citando el episodio de Seinfeld, "The Contest", como su inspiración para la premisa de Too Hot to Handle.  Laura Gibson, directora creativa de la productora Talkback, propiedad de Fremantle, que produjo los episodios de la primera temporada, le dijo a Deadline Hollywood que había estado trabajando para producir un programa de citas desde 2016.
Viki Kolar y Jonno Richards, productores ejecutivos del programa, dijeron que encontraron inspiración para el personaje virtual (Lana) en inteligencia artificial y asistentes virtuales, especialmente en videovigilancia. Viki Kolar declaró: "(Lana) está literalmente en todas partes. Nos está gobernando, se está apoderando de nosotros", en una entrevista con Glamour.
El programa, en lugar de utilizar a un humano como anfitrión, utilizó una asistente virtual llamada Lana. Desiree Burch proporcionó una narración en off, haciendo comentarios sarcásticos y cómicos hacia los concursantes. 

### Desarrollo
El 5 de mayo de 2019, Netflix, Inc. solicitó la marca registrada de la frase "Too Hot to Handle" para todos los fines educativos, de capacitación, entretenimiento, deportivos y culturales. La solicitud fue aprobada el 24 de junio de 2019 y se extendió el 5 de marzo de 2020.  Esto se ha hecho con otros programas originales de Netflix como Stranger Things, The OA y Big Mouth.

### Filmación
En 2018, Talkback anunció que estaba abierto el casting para un reality show sin título. En total, más de 3,000 personas audicionaron para el programa; sin embargo, la productora Louise Peet declaró que las personas que finalmente terminaron en el programa se destacaron, y fueron elegidas rápidamente.
Un resort de lujo llamado Casa Tau, en Punta Mita, México se inauguró en diciembre de 2018. Poco después, la producción comenzó a filmar a finales de marzo de 2019  y terminó la filmación en abril. Después de que terminó la filmación, los catorce concursantes pudieron pasar varios días en el resort sin cámaras antes de irse a casa.
Las temporadas 2 y 3 se filmaron en Providenciales, Islas Turcas y Caicos, en la finca Turtle Tail. Las temporadas 4 y 5 también se filmaron en la isla, pero en Leeward, en una finca en la península de Emerald Point. Por último, la temporada 6 también se filmó en Triton Villa, en Islas Turcas y Caicos.

## Versiones internacionales
| País     | Título                     | Red       | Anfitrión(a)   | Ediciones | Ediciones |
| -------- | -------------------------- | --------- | -------------- | --------- | --------- |
| Brasil   | Brincando com Fogo: Brasil | - Netflix | Bruna Louise   | 2021–2022 | 2         |
| México   | Jugando con Fuego: Latino  | - Netflix | Itatí Cantoral | 2023      | 1         |
| Alemania | Too Hot to Handle: Germany | - Netflix | N/A            | 2023–     | 2         |
| Italia   | Too Hot to Handle: Italy   | - Netflix | Fred De Palma  | 2025–     | 1         |
| España   | Jugando con Fuego: España  | - Netflix | Alba Carrillo  | 2025-     | 1         |